# Iglagöl (Ekeberga socken, Småland)
Iglagöl är en sjö i Lessebo kommun i Småland och ingår i Lyckebyåns huvudavrinningsområde. Sjön har en area på 0,114 kvadratkilometer och ligger 221 meter över havet.

## Delavrinningsområde
Iglagöl ingår i det delavrinningsområde (630302-147619) som SMHI kallar för Inloppet i Djupgöl. Medelhöjden är 226 meter över havet och ytan är 10,43 kvadratkilometer. Räknas de 4 avrinningsområdena uppströms in blir den ackumulerade arean 31,27 kvadratkilometer. Avrinningsområdets utflöde Lyckebyån mynnar i havet. Avrinningsområdet består mestadels av skog (79 procent). Avrinningsområdet har 1,19 kvadratkilometer vattenytor vilket ger det en sjöprocent på 2,8 procent. Bebyggelsen i området täcker en yta av 1,5 kvadratkilometer eller 4 procent av avrinningsområdet.